# Boinville-le-Gaillard
Boinville-le-Gaillard é uma comuna francesa na região administrativa da Île-de-France, no departamento de Yvelines. A comuna possui 503 habitantes segundo o censo de 1990.